# Carles Garau i Tornabells
Carles Garau i Tornabells (Palma, 1896-1958) fou un arquitecte mallorquí, fill de l'enginyer Pere Garau i Canyelles. Les seves obres s'emmarquen dins els estils regionalista tradicional i racionalista.
Garau estudià a l'Escola Superior d'Arquitectura de Madrid, titulant-se el 1919. A Palma projectà la Clínica Mental de Jesús (1926), conjunt hospitalari compost per una sèrie de pavellons i una capella central; Can Damià Ramis, actual clínica Femenia (1938), el col·legi i convent de la Puresa (1941), a la cantonada de la via d'Alemanya i del carrer del General Riera, actualment desapareguts; Can Josep Zaforteza (1946), al carrer de Font i Monteros; i la Casa Provincial de la Infància i l'Institut de Maternologia (1947), al carrer del General Riera, tots d'estil regionalista tradicional.
Dins d'una estètica racionalista iniciada cap al 1932, edificà l'Hotel Cala Major (1932), a la carretera d'Andratx; la clínica Rotger (1941-44) i una sèrie d'habitatges unifamiliars, com la Casa Bonet a El Terreno catalogada per la Fundació DoCoMoMo; Can Antoni Mas (1940), a la cantonada del carrer de Fàtima i de l'avinguda de l'Argentina; Can Sebastià Verger (1940), a la cantonada dels carrers d'Antoni Frontera i de Pablo Iglesias; i Can Joan Roca (1942), al número 44 del carrer de Sant Miquel.